# Thaumatomyia annulata
Thaumatomyia annulata är en tvåvingeart som först beskrevs av Walker 1849.  Thaumatomyia annulata ingår i släktet Thaumatomyia och familjen fritflugor. Inga underarter finns listade i Catalogue of Life.